# Atwood (Illinois)
Pour les articles homonymes, voir Atwood.
Atwood est un village des comtés de Douglas et de Piatt dans l'Illinois, aux États-Unis,. La rue centrale du village définit la limite des comtés dans lequel il se trouve. Le village est incorporé le 7 mars 1884.

## Démographie
Lors du recensement de 2010, le village comptait une population de 1 224 habitants. Elle est estimée, en 2016, à 1 185 habitants.

## Source de la traduction
- (en) Cet article est partiellement ou en totalité issu de l’article de Wikipédia en anglais intitulé « Atwood, Illinois » (voir la liste des auteurs).